# Năvîrneț
Năvîrneț è un comune della Moldavia situato nel distretto di Fălești di 2.750 abitanti al censimento del 2004